# Paracostus
Paracostus es un género con dos especies de plantas con flores perteneciente a la familia Costaceae. Es originario del centro y oeste de África y de Borneo.

## Especies
- Paracostus englerianus (K.Schum.) C.D.Specht
- Paracostus paradoxus (K.Schum.) C.D.Specht